# Burgher
Burgher são os descendentes de portugueses e neerlandeses no Seri Lanca. Os Burghers Portugueses são um grupo étnico do Seri Lanca descendentes de cingaleses e portugueses, católicos e falantes do indo-português do Ceilão, uma linguagem crioula de origem portuguesa.

## Origem
O Seri Lanca era conhecido dos gregos e dos romanos, que o chamavam de Taprobana. Os primeiros europeus a visitar o Seri Lanca foram os portugueses: Dom Lourenço de Almeida chegou à ilha em 1505. Os portugueses ocuparam primeiro a cidade de Cota mas, devido à insegurança do local, fundaram a cidade de Colombo em 1517, e gradualmente estenderam seu controle pelas áreas costeiras. Muitos cingaleses se converteram ao cristianismo. Em 1602, quando o capitão neerlandês Joris Spilberg chegou à ilha, o rei de Kandy pediu-lhe auxílio. Porém, somente em 1638 os neerlandeses atacaram pela primeira vez, e apenas em 1656 Colombo foi tomada. Como resultado do domínio neerlandês, mestiços de neerlandeses e cingaleses, conhecidos como burghers existem até hoje no país, tal como muitas famílias com nomes de família de origem portuguesa.

## Burghers portugueses
Os Burghers portugueses são maioritariamente descendentes de mestiços de origem portuguesa e cingalesa, geralmente pai português e mãe cingalesa ou mãe descendente de portugueses com pai singalês. A sua origem remonta à chegada dos portugueses, após a descoberta do caminho marítimo para a Índia, em 1505.
Quando os neerlandeses tomaram as costas do Seri Lanca em 1656, antigo Ceilão Português, os descendentes dos portugueses refugiaram-se nas montanhas centrais do reino Kandyan, sob domínio cingalês. Com o tempo descendentes de portugueses e neerlandeses casaram entre si. Embora a língua portuguesa tivesse sido banida sob o domínio neerlandês, estava tão difundida como língua franca do Índico que até os neerlandeses a falavam.
No século XVIII a comunidade euroasiática (mistura de portugueses, neerlandeses, singaleses e Tâmeis), conhecida como Burghers cresceu, falando português ou neerlandês. Os burghers portugueses, mais interligados, professando o catolicismo e falando um crioulo português, apesar das desvantagens sócio-económicas, mantiveram a sua identidade cultural portuguesa, reforçada pela "União Católica Burgher" em Baticaloa. O crioulo português continuou a ser falado entre as famílias Burghers neerlandesas como língua informal até ao fim do século XIX.

## Burghers no Seri Lanca atual
No Seri Lanca atual o crioulo limita-se à linguagem falada, geralmente por burghers na província oriental, em Baticaloa e Triquinimale. Atualmente o inglês tornou-se a língua comum, com o cingalês ensinado nas escolas como segunda língua. Existe ainda o povo Kaffir do Seri Lanca, de origem africana, na província do noroeste Putalão. Portugueses, neerlandeses e Ingleses trouxeram os kaffirs para trabalhar no Seri Lanca, acabando também estes por adotar a cultura e religião portuguesa.
No Censo de 1981 os Burghers (neerlandeses e portugueses) contavam cerca de 40.000 (0,3% da população total do Seri lanca). Muitos burghers emigraram para outros países. Existem ainda 100 famílias em Baticaloa e Triquinimale e 80 famílias Kaffir em Putalão que falam o crioulo português; o último contacto com Portugal foi em 1656. Numerosos apelidos de origem portuguesa permanecem até hoje, como Perera, Pereira, Abreu, Salgado, Fonseca, Fernando, Rodrigo e Silva que se tornaram parte da cultura do Seri Lanca.
A população Burgher no mundo será de 100.000 aproximadamente, concentrada sobretudo no Reino Unido, Canadá, Austrália e Nova Zelândia.